# 4AD
4AD Records é uma gravadora independente britânica que foi criada em 1979 por Ivo Watts-Russell e Peter Kent, fundada pela Beggars Banquet Records, e ainda activa (abril de 2020).